# John Dane Woodall
Sir John Dane Woodall, britanski general, * 1897, † 1985.